# Bolko II. (Münsterberg)
Bolko II. von Münsterberg, auch Boleslaw IV. von Schweidnitz, polnisch Bolko II Ziębicki, (* um 1300; † 11. Juni 1341 in Münsterberg) war 1301–1320 Herzog von Schweidnitz und 1321–1341 erster Herzog von Münsterberg.

## Herkunft und Familie

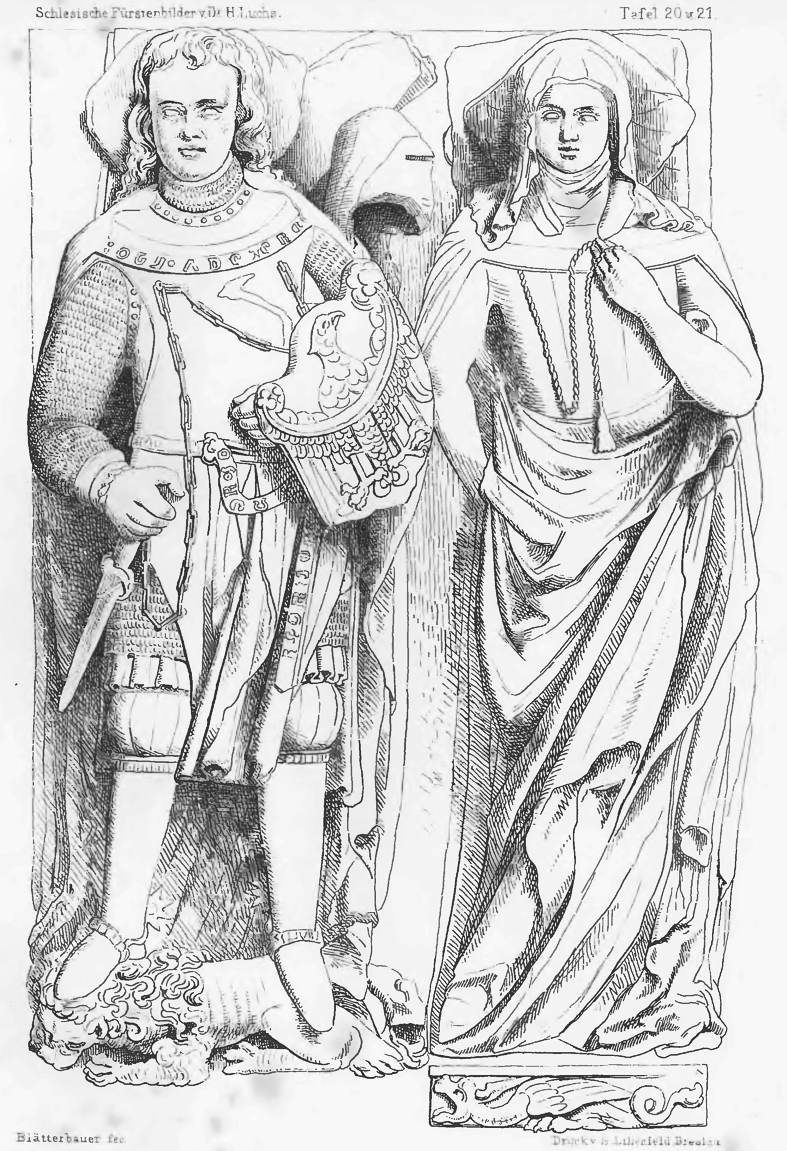
Hochgrab Bolkos II. und seiner Gemahlin Jutta im Kloster Heinrichau

Bolko entstammte der  schlesischen Linie der  polnischen Herrscherdynastie der Piasten. Seine Eltern waren Herzog Bolko I. von Schweidnitz und Beatrix († 1316), Tochter des Markgrafen Otto V. von Brandenburg. Bolkos Geschwister waren:
- Bernhard II. († 1326)
- Heinrich I. († 1346)
- Judith/Jutta († 1320), verheiratet mit Stephan I. von Niederbayern
- Elisabeth († nach 1341), verheiratet mit Herzog Wartislaw V. von Pommern
- Anna († 1332/34), Äbtissin in Strehlen

Nach 1321 heiratete Bolko Jutta, Witwe von Matthäus Csák IV., der noch zu Lebzeiten seines Vaters, des Trentschiner Burgherrn Matthäus (III.) Csák, verstorben war. Nach dem Tod ihres Schwiegervaters kam sie 1321 mit zwei kleinen Söhnen nach Schlesien, wo sie 1342 verstarb.
Der Ehe Bolkos mit Jutta entstammten:
- Nikolaus
- Margarethe († ~1368); Klarissin in Strehlen.

## Leben
Nach dem Tode seines Vaters Bolko I. 1301 wurden dessen Besitzungen auf seine Söhne Bernhard, Heinrich und Bolko verteilt. Da sie noch minderjährig waren, standen sie zunächst unter der Vormundschaft ihres Onkels Hermann von Brandenburg, der die Besitzungen durch seinen Hauptmann Hermann von Barby verwalten ließ. Nach Erlangung der Volljährigkeit regierte ab 1308 der älteste Bruder Bernhard zugleich für seine jüngeren Brüder. Heinrich wurde 1312 volljährig und erhielt Jauer mit Bunzlau, Löwenberg, Hirschberg und Schönau. Bolko erlangte die Volljährigkeit 1321 und erhielt Münsterberg sowie das Gebiet von Strehlen. Bolko begründete mit seiner Regierungsübernahme am 22. November 1321 das Herzogtum Münsterberg. 1322 gewährte er der Stadt Frankenstein das Recht der freien Ratswahl, 1335 das Willkürrecht sowie die Niedere Gerichtsbarkeit. 1331 verkaufte er den Silberberg bei dem Dorfe Schönwalde dem Kunad von Schönwalde.
In einem langjährigen Streit machte Bolko gegenüber dem Breslauer Bischof Nanker Ansprüche auf das Neisser Bistumsland geltend. Deshalb wurde er wiederholt gebannt und Münsterberg mit dem Interdikt belegt. 1333 verzichtete er auf sämtliche Rechte im Bistumsland. Nach der Belagerung Frankensteins durch den Markgrafen von Mähren, den späteren Kaiser Karl IV., erkannte Bolko 1336 sein Land als ein böhmisches Erblehen an und erhielt als Gegenleistung im selben Jahr lebenslangen Nießbrauch über das Glatzer Land. Gleichzeitig verpflichtete sich Bolko, ohne Einwilligung des Königs von Böhmen nicht ein zweites Mal zu heiraten. Sein Sohn Nikolaus räumte Böhmen das Vorkaufsrecht für sein Land ein.
Bolko II. war ein großer Wohltäter des Klosters Heinrichau. Nach seinem Tod wurde er, ebenso wie seine Frau Jutta, die ihm ein Jahr später im Tode folgte, in der Klosterkirche beigesetzt.